# جوزي بيرسون
جوزي بيرسون (بالإنجليزية: Josie Pearson)‏ هي منافسة ألعاب القوى بريطانية، ولدت في 3 يناير 1986 في برستل في المملكة المتحدة.